# بخش جالپایگوری (هند)
بخش جالپایگوری (به انگلیسی: Jalpaiguri district) یک منطقهٔ مسکونی در هند است که در بخش جالپایگوری واقع شده‌است. بخش جالپایگوری ۳٬۰۴۴ کیلومتر مربع مساحت و ۳٬۸۷۲٬۸۴۶ نفر جمعیت دارد.